# Búfag bec-roig
El búfag bec-roig (Buphagus erythrorynchus) és un ocell de la família dels bufàgids (Buphagidae).

## Hàbitat i distribució
Viu a les sabanes d'Àfrica oriental, des del sud-est d'Angola, Zàmbia, sud-est, est i nord-est de la República Democràtica del Congo, sud-est de Sudan, Etiòpia, Eritrea, Djibouti, Somàlia, Ruanda, Uganda, Kenya, Tanzània, Malawi, cap al sud fins al nord-est de Namíbia, nord i est de Botswana, Zimbabwe i sud de Moçambic i nord-est de Sud-àfrica.